# 임모르텔
《임모르텔》(프랑스어: Immortel, ad vitam)은 프랑스에서 제작된 앵키 빌랄 감독의 2004년 액션, SF, 드라마 영화이다. 린다 아르디 등이 주연으로 출연하였고 샤를 가소 등이 제작에 참여하였다.
임모르텔은 《캐산》(2004), 《월드 오브 투모로우》(2004)와 더불어, 실제 배우들을 컴퓨터 생성 주변 환경에 섞어놓으며 온전히 디지털 블랙롯(digital blacklot, 스튜디오가 아닌 로케이션)으로 촬영된 최초의 주요 영화들 가운데 하나였다. 프랑스의 비디오 게임 스튜디오 퀀틱 드림이 영화의 상당 부분의 제작을 도왔다.

## 출연

### 주연
- 린다 아르디
- 토마스 크레치만
- 샬럿 램플링
- 프레데리크 피에로
- 토머스 M. 폴러드
- 얀 콜레트

### 조연
- 조 셰리든
- 장루이 트랭티냥

## 제작진
- 공동제작: 대니얼 J. 워커
- 미술: 장피에르 푸이에
- 의상: 미미 랑피카
- 배역: 베르나르 사뱅 파소